# شركة النايفات للتمويل
شركة النايفات للتمويل هي شركة مساهمة عامة سعودية، تأسست في 04 مايو 2002م في مدينة الرياض. ويبلغ رأس مال الشركة الحالي مليار (1,000,000,000) ريال سعودي مقسم إلى مائة مليون (100,000,000) سهم عادي مدفوع بالكامل بقيمة اسمية قدرها عشرة (10) ريالات سعودية للسهم الواحد.وتم إدراج أسهم الشركة في السوق المالية السعودية (تداول) في 22 نوفمبر عام 2021م.

## النشاط
تمارس الشركة أعمالها بموجب ترخيص من البنك المركزي السعودي لممارسة التمويل الاستهلاكي، وتمويل المنشآت الصغيرة والمتوسطة، وتمويل بطاقات الائتمان، والإيجار التمويلي، وخدمات التقنية المالية والتي تتكون حاليا من خدمات تمويل النظير للنظير).

## التاريخ
تأسست الشركة ابتداء كشركة ذات مسؤولية محدودة يملكها كل من: عبد العزيز سعود عمر البليهد، وسعود هويمل فراج الدوسري، وعبد العزيز تركي عبد الله العطيشان، وحمد محمد عبد الله بن سعيدان، وفهد عبد العزيز فهد السعيد، وذلك باسم «شركة النايفات للتقسيط» بموجب السجل التجاري رقم (1010176451) الصادر بتاريخ21-02-1423هـ )الموافق 04-05-2002م،في مدينة الرياض، وبرأس مال قدره عشرة ملايين (10,000,000) ريال سعودي مقسم إلى مائة ألف (100,000) حصة وبقيمة اسمية قدرها مائة (100)ريال سعودة للحصة الواحدة.